# Station Düsseldorf-Eller Mitte
Station Düsseldorf-Eller Mitte (Duits: Bahnhof Düsseldorf-Eller Mitte) is een S-Bahnstation in het stadsdeel Eller van de Duitse stad Düsseldorf. Het station ligt aan de spoorlijn Düsseldorf – Solingen.
Onder de naam Eller Mitte is het ook een station van de Stadtbahn van Düsseldorf.

## Treinverbindingen
| Serie | Treinsoort            | Route | Bijzonderheden |
| ----- | --------------------- | --- | -------------- |
| S 1   | S-Bahn (DB Regio NRW) | Solingen Hbf – Düsseldorf-Eller Mitte – Düsseldorf Hbf – Düsseldorf Luchthaven – Duisburg Hbf – Mülheim (Ruhr) Hbf – Essen Hbf – Bochum Hbf – Dortmund Hbf |                |

## Stadtbahn-lijnen
| Lijn | Route | Jaar van inbedrijfstelling | Lengte (km) | Stations (ondergrondse stations) |
| ---- | --- | -------------------------- | ----------- | -------------------------------- |
| U75  | Neuss Hbf – Neuss Am Kaiser – Luegplatz – Heinrich-Heine-Allee – Düsseldorf Hbf – Eller Mitte – Vennhauser Allee | 1993                       | 15,6        | 28 (7)                           |

Dortmund Hbf ·
Dortmund-Dorstfeld ·
Dortmund-Wischlingen ·
Dortmund-Dorstfeld Süd ·
Dortmund Universität ·
Dortmund-Oespel ·
Dortmund-Kley ·
Bochum-Langendreer ·
Bochum-Langendreer West ·
Bochum Hbf ·
Bochum-Ehrenfeld ·
Wattenscheid-Höntrop ·
Essen-Eiberg ·
Essen-Steele Ost ·
Essen-Steele ·
Essen Hbf ·
Essen West ·
Essen-Frohnhausen ·
Mülheim Hbf ·
Mülheim-Styrum ·
Duisburg Hbf ·
Duisburg Schlenk ·
Duisburg-Buchholz ·
Duisburg-Großenbaum ·
Duisburg-Rahm ·
Angermund ·
Düsseldorf Flughafen ·
Düsseldorf-Unterrath ·
Düsseldorf-Derendorf ·
Düsseldorf Zoo ·
Düsseldorf-Wehrhahn ·
Düsseldorf Hbf ·
Düsseldorf Volksgarten ·
Düsseldorf-Oberbilk ·
Düsseldorf-Eller Mitte ·
Düsseldorf-Eller ·
Hilden ·
Hilden Süd ·
Solingen Vogelpark ·
Solingen Hbf